# Dániel Kiss (Leichtathlet)

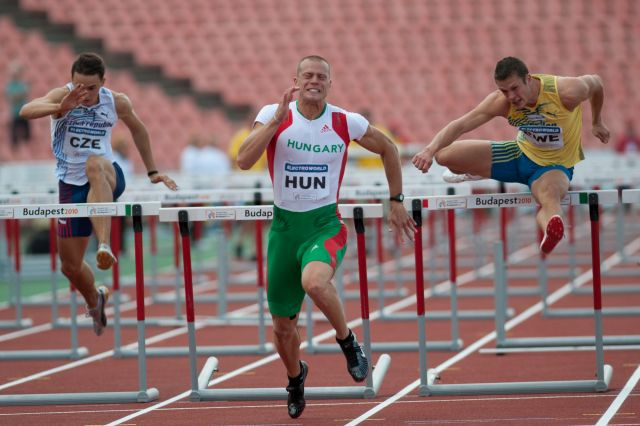
Dániel Kiss bei der Leichtathletik-Team-Europameisterschaft 2010

Dániel Kiss (* 12. Februar 1982 in Budapest) ist ein ungarischer Hürdenläufer, der sich auf den 110-Meter-Hürdenlauf spezialisiert hat.
Kiss belegte bei den Europameisterschaften 2006 in Göteborg den siebten Platz. Bei den Olympischen Spielen 2008 in Peking erreichte er die Viertelfinalrunde und bei den Weltmeisterschaften 2009 das Halbfinale. Bei den Hallenweltmeisterschaften 2010 in Doha kam er im 60-Meter-Hürdenlauf auf den achten Platz.
Der endgültige Durchbruch gelang Kiss bei den Europameisterschaften 2010 in Barcelona, wo er über 110 Meter Hürden die Bronzemedaille hinter dem Briten Andrew Turner und dem Franzosen Garfield Darien errang.
Dániel Kiss ist 1,96 m groß und hat ein Wettkampfgewicht von 95 kg. Er startet für den Ikarus BSE. Mehrfach wurde Kiss Ungarischer Meister. Außerdem hält er die Landesrekorde über 110 Meter und 60 Meter Hürden. 2010 wurde er zum Leichtathleten des Jahres in Ungarn gewählt.

## Bestleistungen
- 110 m Hürden: 13,32 s (NR), 20. Juni 2010, Budapest
- 60 m Hürden (Halle): 7,56 s (NR), 13. Februar 2010, Budapest